# Matt Mahurin
Matt Mahurin (nascido em 31 de janeiro de 1959, em Los Angeles, Califórnia) é o único diretor de vídeos aclamado (exceto Adam Dubin e Wayne Isham) a ter contribuído com bandas como Scorpions, Queensryche e Metallica. Até este dia ele dirige videos de música, mas procura bandas mais obscuras. Trabalhou também com outras bandas, como o Alice in Chains, na música "Angry Chair".